# Giuseppe Monti
Giuseppe Monti (Bolonia, 27 de noviembre de 1682 - ibid. 29 de febrero de 1760) fue un botánico y naturalista italiano.

## Vida y obra
Giuseppe Monti era hijo de Antonio Bolognese. El 29 de octubre de 1720, fue nombrado profesor adjunto de Historia Natural con Ferdinando Antonio Ghedini (1684-1768).
El 3 de julio de 1722 fue nombrado el sucesor del profesor Ghedinis en la Universidad de Bolonia de la que se hizo cargo en el mismo año, y Lelio Triumfetti (1647-1722) era director del Jardín Botánico de Bolonia. El 20 de abril de 1736 se integra en el Departamento de Botánica del Jardín Botánico.
Monti fue un seguidor del Neptunismo. Describió en detalle numerosos fósiles y fue uno de los pioneros de la moderna paleontología. El Musaeum Diluvianum que fue organizado por él, es el más antiguo museo público paleontológico.
Su extenso herbario incluye cerca de 10.000 hojas con 2.523 diferentes especies de 736 géneros originales.
Su hijo Lorenzo Gaetano Monti (1712-1797) se hizo cargo, después de su muerte, de sus oficinas.

## Honores

### Eponimia
Pier Antonio Micheli nombró en su honor el género Montia de la familia de plantas Portulacaceae. Carlos Linnaeus confirmó ese mismo nombre.

## Algunas publicaciones
- De monumento diluviano nuper in agro Bononiensi detecto : dissertatio in qua permultae ipsius inundationis vindiciæ, a statu terræ antediluvianae & postdiluvianæ desumptae, 1719

- Catalogi stirpium agri Bononiensis prodromus gramina ac hujusmodi affinia complectens... Bologna, 1719

- Plantarum varii indices ad usum demonstrationum quae in Bononiensis Archigymnasii Publico Horto quotannis habentur. Iis praefixa est dissertatio ibidem habita anno MDCCXXIII ad easdem demonstrationes auspicandas 1724

- Exoticorum simplicium medicamentorum varii indices ad usum exercitationum quæ in Bononiensi scientiarum & artium singulis hebdomadis habentur. 1724

- Plantarum genera a botanicis instituta juxta Tournefortii methodum ad proprias classes relata. 1724

- Indices botanici et materiae medicae quibus plantarum genera hactenus instituta, 1753 – con su hijo Gaetano Lorenzo Monti